# Miasto Ljubuški
Miasto Ljubuški (boś. Grad Ljubuški) – jednostka administracyjna w Bośni i Hercegowinie, w kantonie zachodniohercegowińskim. W 2013 roku liczyła 28 184 mieszkańców.